# 埃利斯冰川
埃利斯冰川（英語：Ellis Glacier），是南極洲的冰川，位於毛德皇后地的朗希爾德公主海岸，全長7公里，流經朗希爾德公主海岸和詹寧斯冰川，在1957年由挪威製圖師根據美國海軍拍攝的空中照片繪入地圖，現時由南極條約體系管理。